# Burggraafschap Meißen
Meißen was een burggraafschap binnen het Heilige Roomse Rijk.
De burcht Meißen werd in 929 door keizer Hendrik I gesticht als Duits steunpunt in het veroverde gebied aan de Midden-Elbe. Sinds 968 was de burcht zetel van het prinsbisdom Meißen, sinds 1046 van het markgraafschap Meißen en sinds 1086 van het burggraafschap. Het ambt van koninklijk burggraaf werd in de dertiende eeuw erfelijk binnen de familie van de Meinheringers. De burggraven slaagden er niet in de verspreide bezittingen tot een afgerond gebied samen te voegen. 
Tijdens de Hussitische Oorlogen leed het Saksische leger in 1426 een zware nederlaag bij Aussig. In deze slag sneuvelde Hendrik II, de laatste burggraaf uit het geslacht der Meinheringen. De keurvorst van Saksen, Frederik I van Saksen wilde het ambt niet meer bezetten, maar koning Sigismund stelde Hendrik I van Reuss-Plauen als nieuwe burggraaf aan. De keurvorst van Saksen ging de strijd direct aan. 
In 1428 werd het verdrag van Arnshaugk gesloten: 
- de bezittingen binnen het markgraafschap Meißen werden met dit markgraafschap verenigd
- het graafschap Hartenstein kwam aan het burggraafschap
- het slot Frauenstein werd leen van het markgraafschap

De burcht Frauenstein werd in 1438 door de keurvorst veroverd en in 1439 verloor de burggraaf zijn lenen binnen het markgraafschap (270 dorpen). In 1439 gingen in de Schied von Pressburg de andere lenen verloren, zodat de titel het enige was wat de burggraaf overhield. Wel behield de burggraaf zijn oude bezittingen (Plauen).
In 1466 versloeg koning George Podiebrad van Bohemen Hendrik II van Plauen. De koning beleende daarop zijn schoonzoon Albrecht van Saksen met Plauen. Het gehele Vogtland was nu in bezit van het keurvorstendom Saksen.
In 1547 werd de keurvorst van Saksen door keizer Karel V verslagen in de slag bij Mühlberg. De keurvorst verloor zijn titel en een groot deel van zijn landen. Karel V zegt het Vogtland (Plauen, Vogtsberg, Mühltroff, etc) toe aan de titulaire burggraaf van Meißen. 
De burgraaf werd in 1548 verheven tot rijksvorst met stem en zetel in de raad van vorsten in de Rijksdag.
Het geslacht Reuss-Plauen stierf echter al in 1554 uit, waarna de bezittingen aan het keurvorstendom Saksen, aan August van Saksen, vervallen.

## Bezit
- ambt en slot Vogtsberg
- ambt Pausa
- steden Plauen en Adorf